# Scars to Your Beautiful
Scars to Your Beautiful è un singolo della cantante canadese Alessia Cara, pubblicato il 26 luglio 2016 come terzo estratto dal primo album in studio Know-It-All.

## Video musicale
Il video musicale, diretto da Aaron A, vede la partecipazione della cantante statunitense JoJo ed è stato reso disponibile su YouTube l'11 luglio 2016.

## Tracce
Download digitale – Remixes
1. Scars to Your Beautiful (Luca Schreiner Remix) – 4:22
2. Scars to Your Beautiful (NOTD Remix) – 3:19
3. Scars to Your Beautiful (Cages Remix) – 4:28
4. Scars to Your Beautiful (Joe Mason Remix) – 3:51
5. Scars to Your Beautiful (recycle jordan Remix) – 3:32

## Successo commerciale
Nella pubblicazione dell'11 febbraio 2017 il singolo è giunto alla 10ª posizione della Billboard Hot 100, divenendo la seconda top ten della cantante. Contemporaneamente ha raggiunto la numero 2 della Radio Songs con un'audience di 128 milioni e la numero 25 sia nella Digital Songs che nella Streaming Songs, per aver ricevuto rispettivamente 22 000 download digitali e 12,6 milioni di riproduzioni in streaming. Due settimane dopo, grazie alla performance del brano al Saturday Night Live, il brano è salito all'8º posto, registrando un incremento nelle vendite del 19%.

## Classifiche

### Classifiche settimanali
| Classifica (2016-17) | Posizione massima |
| -------------------- | ----------------- |
| Australia            | 8                 |
| Austria              | 18                |
| Belgio (Fiandre)     | 67                |
| Belgio (Vallonia)    | 68                |
| Canada               | 14                |
| Danimarca            | 37                |
| Germania             | 19                |
| Irlanda              | 39                |
| Italia               | 31                |
| Nuova Zelanda        | 15                |
| Paesi Bassi          | 30                |
| Polonia              | 35                |
| Portogallo           | 18                |
| Regno Unito          | 55                |
| Repubblica Ceca      | 32                |
| Slovacchia           | 42                |
| Slovenia             | 9                 |
| Stati Uniti          | 8                 |
| Svezia               | 10                |
| Svizzera             | 18                |

### Classifiche di fine anno
| Classifica (2016) | Posizione |
| ----------------- | --------- |
| Svezia            | 92        |
| Classifica (2017) | Posizione |
| Australia         | 87        |
| Canada            | 70        |
| Islanda           | 36        |
| Slovenia          | 25        |
| Stati Uniti       | 30        |
| Svizzera          | 74        |

## Date di pubblicazione
| Paese       | Data            | Formato                | Etichetta        | Nota   |
| ----------- | --------------- | ---------------------- | ---------------- | ------ |
| Stati Uniti | 26 luglio 2016  | Contemporary hit radio | Def Jam          | [ 17 ] |
| Regno Unito | 8 novembre 2016 | Contemporary hit radio | Def Jam          | [ 36 ] |
| Italia      | 2 dicembre 2016 | Contemporary hit radio | Universal Italia | [ 37 ] |